# Seborga
Seborga ist eine italienische Gemeinde mit 278 Einwohnern (Stand 31. Dezember 2023) in der Provinz Imperia in Ligurien und ist Mitglied der Vereinigung I borghi più belli d’Italia („Die schönsten Orte Italiens“). Seborga gehört zur Verwaltungsgemeinschaft Berggemeinde Comunità Montana Intemelia. Eine gewisse Bekanntheit erlangte die Gemeinde durch die Proklamation des Fürstentums Seborga im Jahre 1993.

## Geographie

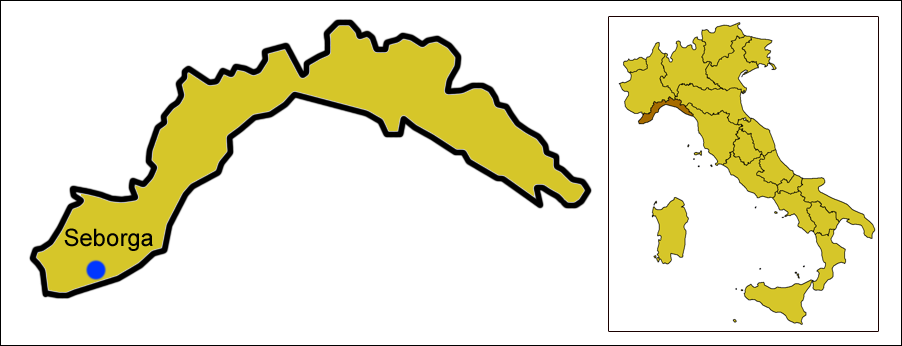
Lage von Seborga in Ligurien

Seborga liegt auf ca. 500 m s.l.m. im Hinterland der Blumenriviera, zwischen den Küstenorten Ospedaletti und Bordighera, ca. 45 km westlich der Provinzhauptstadt Imperia. Die Provinzstraße Nr. 57 verbindet Seborga mit Bordighera und der gleichnamigen Abfahrt der Autobahn A 10. Nachbargemeinden sind Ospedaletti, Perinaldo, Sanremo und Vallebona.

## Geschichte

Historische Flagge des Fürstentums Seborga (12. Jahrhundert bis 1729)

Ab dem 8. Jahrhundert gehörte das Gebiet von Seborga zur Grafschaft Ventimiglia. Der Ort wurde als Castrum de Sepulchro erstmals im Jahre 954 in einer Urkunde erwähnt. Diese betraf die Abtretung der Ortschaft seitens des Grafen Guido Guerra di Ventimiglia an die Benediktinermönche von Lerins (Frankreich). Die Mönche richteten 1666 eine Münze (zecca) ein und prägten Silbermünzen nach französischem Vorbild (Luigi oder Luigini). Die Prägung wurde jedoch 1687 wieder eingestellt, da die Münzen keine Verbreitung fanden und der Gebrauch in Savoyen (1667) und Piemont (1669) sogar verboten wurde. 1729 wurde das Lehen Seborga von den Benediktinern an das Haus Savoyen unter Viktor Amadeus II. verkauft, wobei die heutige Namensform Seborga in der Verkaufsurkunde zum ersten Mal auftaucht. Zusammen mit dem Gebiet der heutigen Provinz Imperia wurde Seborga somit Teil des Königreichs Sardinien-Piemont und ab 1860 Teil des Italienischen Staates. Am 9. September 1944 wurden mehrere Gebäude von Seborga bei Kämpfen zwischen der Wehrmacht und italienischen Partisanen schwer beschädigt.

## Wirtschaft
Die Gemeinde Seborga lebt vor allem von der Landwirtschaft (Olivenanbau, Blumen, speziell gelbe Mimosen und Ginster) sowie vom Tourismus.

## Fürstentum Seborga
Eine Gruppe um den Floristikunternehmer Giorgio Carbone († November 2009) versuchte seit den 1960er Jahren mittels historischer Dokumente nachzuweisen, dass Seborga weder beim Wiener Kongress noch bei der Gründung der Italienischen Republik 1946 einer Staatsmacht unterstellt wurde und daher völkerrechtlich nicht dem italienischen Staat angehöre. Seborga habe daher den mittelalterlichen Status eines Fürstentums (principato) bis heute behalten. Carbone ließ sich in Giorgio I, Principe di Seborga (Georg I., Fürst von Seborga), umbenennen. 1993 rief er das Fürstentum Seborga aus und ernannte eine Regierung. Italien hat die Unabhängigkeitserklärung nie ernst genommen und keine rechtlichen Schritte dagegen unternommen. Die italienische Rechtsordnung ist in der Gemeinde im Gesamtumfang gültig. Seborga hat ein Konsulat in Nigeria und Brasilien und  wird von anderen, international ebenfalls nicht anerkannten Mikronationen als souverän angesehen.
Die kleine Gemeinde profitierte jedoch touristisch von dem Bekanntheitsgrad, den sie durch die Medienberichte über die Unabhängigkeit erhielt. Zwischen 1994 und 1996 wurde in Seborga eine Kopie der alten Währung, der Luigino, geprägt, der als Ersatzwährung von Geschäften innerhalb Seborgas akzeptiert wird, jedoch kein gesetzliches Zahlungsmittel darstellt. Daneben werden weitere Souvenirartikel des Fürstentums wie nichtamtliche Briefmarken, Autokennzeichen und Ausweise ausgegeben, die nur in anderen Mikronationen anerkannt sind. Des Weiteren unterhält das Fürstentum eine eigene kleine, inoffizielle Polizeieinheit aus Freiwilligen (Corpo delle Guardie, ursprünglich „Ritter von St Bernard“). Sie tragen eine blau-weiße Uniform mit der Flagge des Fürstentums als Schulterabzeichen, patrouillieren die Straßen und bewachen die Mitglieder der Fürstenfamilie. Während der Touristen-Saison stehen sie zudem Wache am Grenzübergang zu Italien.
Ab 2010 hieß der auf sieben Jahre gewählte „erste Mann im Staat“ Marcello Menegatto. Er plante, ein Fünf-Sterne-Hotel und einen Golfplatz bauen zu lassen. Im April 2017 wurde Menegatto für eine weitere „Amtszeit“ wiedergewählt. 2018 trat Marcello I. unvermittelt zurück. Bei der Wahl eines Nachfolgers im November 2019 trat seine Ex-Frau Nina Döbler-Menegatto – eine gebürtige Allgäuerin aus Kempten – gegen die Tochter von Giorgio I. an und wurde mit überwältigender Mehrheit nun für sieben Jahre gewählt.

Flagge des Fürstentums
Wappen des Fürstentums
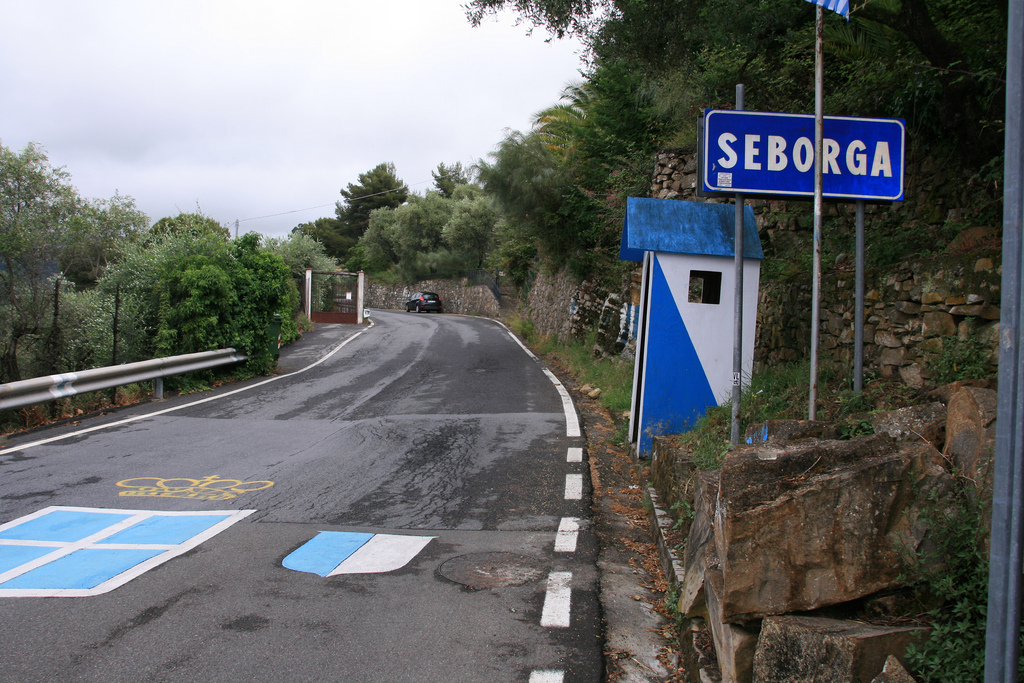
Grenzübergang
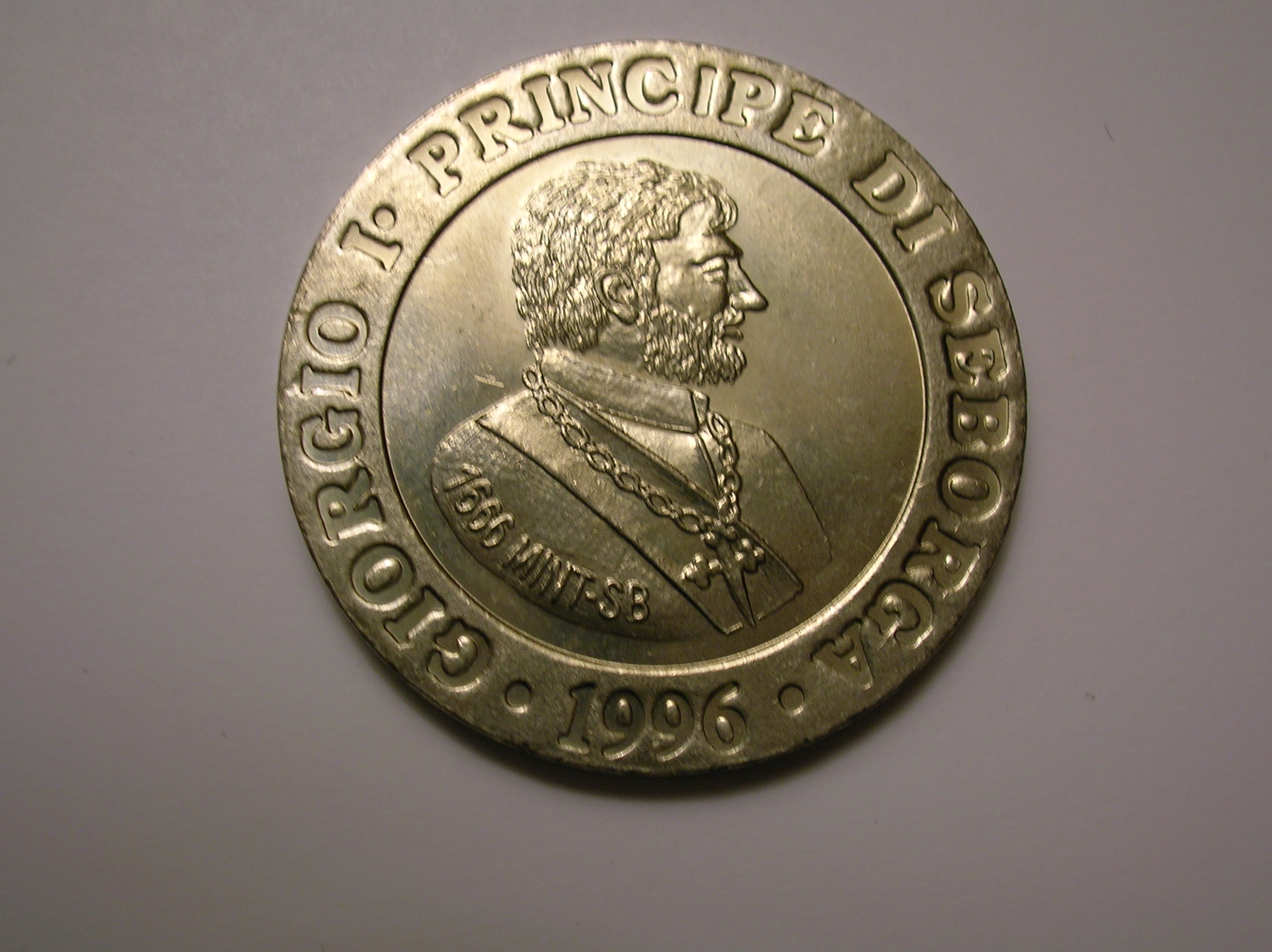
Luigino-Münze mit dem Abbild von Georg I.
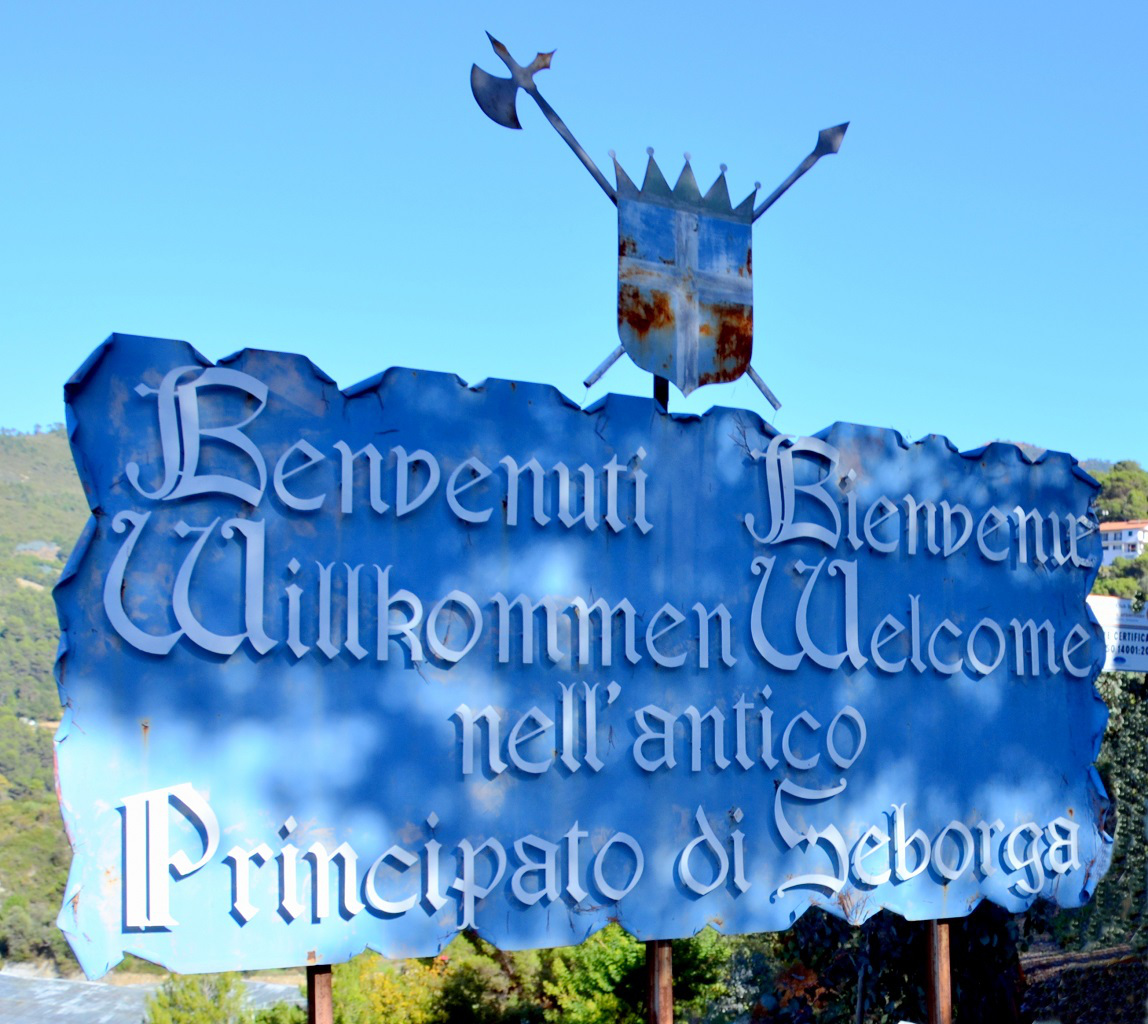
Willkommensschild

## Kultur und Sehenswürdigkeiten

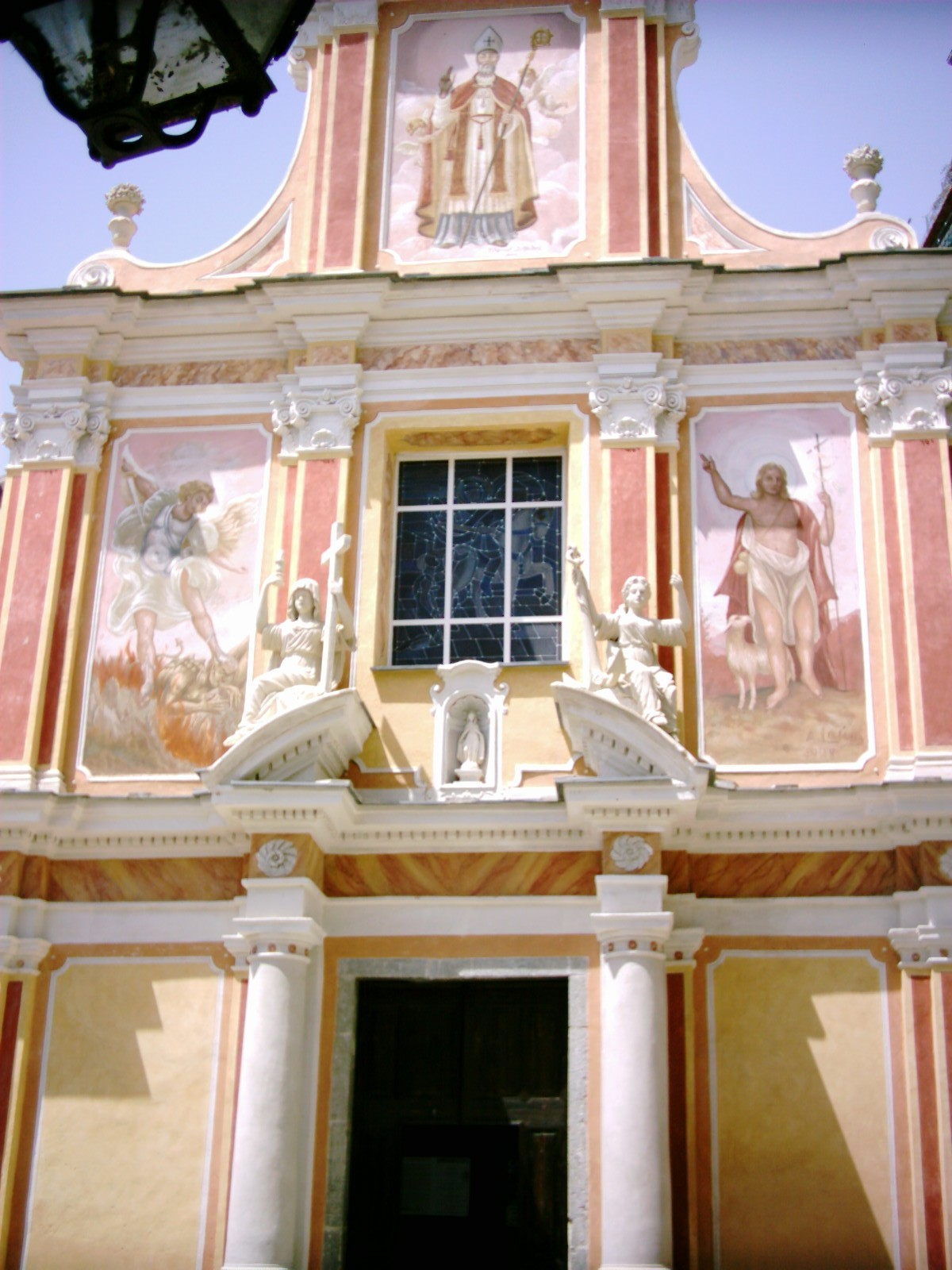
Chiesa di San Martino

Der Ort zeigt eine mittelalterliche Stadtanlage auf annähernd dreieckigem Grundriss. Reste der Stadtmauer mit vier Zugangstoren sind erhalten.
Am zentralen Platz des Ortes liegt die dem heiligen Martin geweihte Parochialkirche (Chiesa parrocchiale di San Martino), die zwischen dem 16. und 17. Jahrhundert errichtet wurde. Die barocke Fassade mit Wandgemälden von 1928 wurde 2006 restauriert. Daneben befindet sich der Palazzo dei monaci, ein Gebäude, das 1607 von den Benediktinermönchen als Residenz für Aufenthalte in Seborga erworben wurde. Es befindet sich heute in Privatbesitz. Hinweise auf die Münzprägung sind im unteren Teil des Gebäudes erhalten. Eine kleine Betkapelle, das Oratorio di San Bernardo aus dem 13. Jahrhundert, befindet sich am Ortseingang.

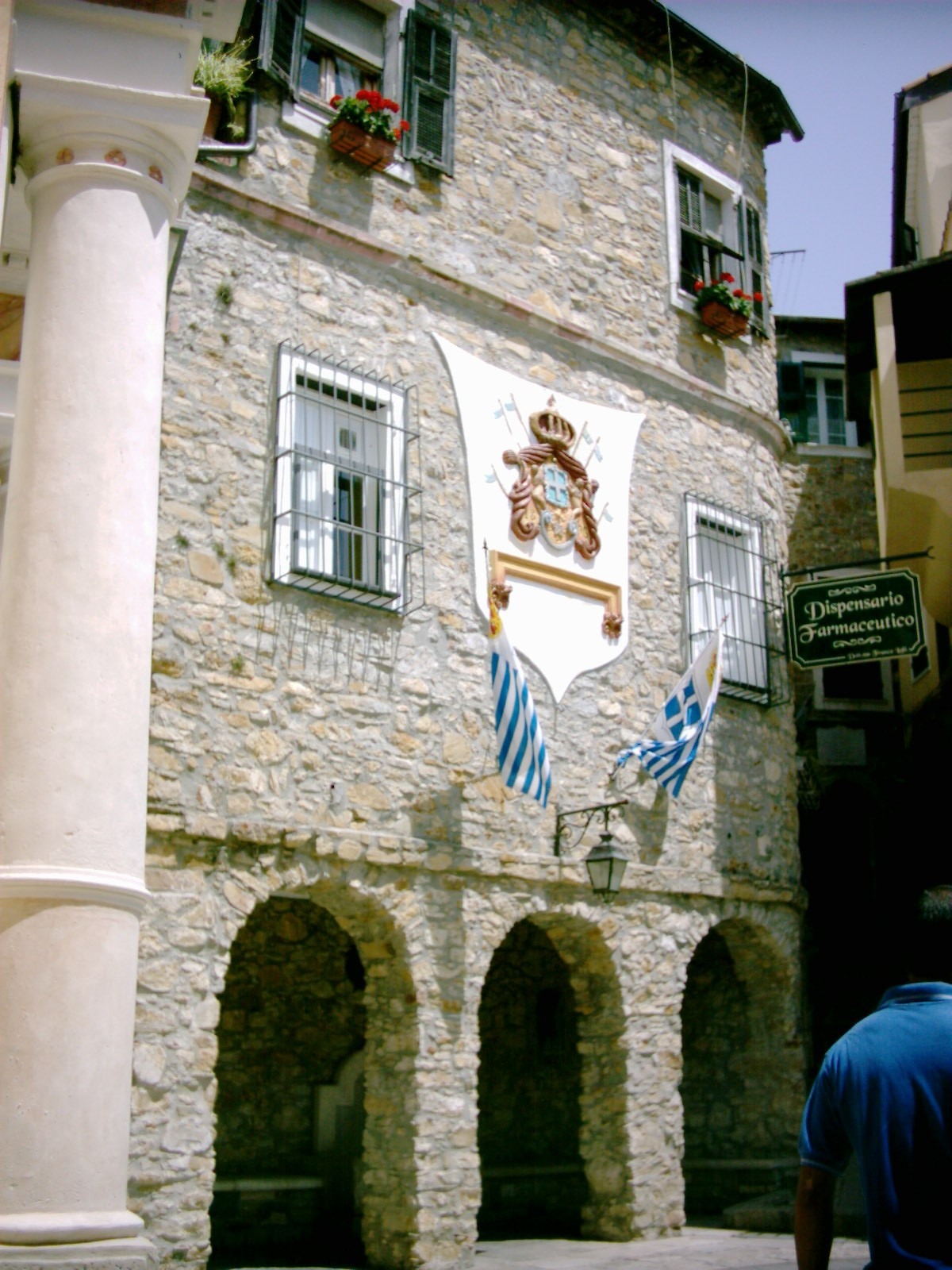
Palazzo dei monaci
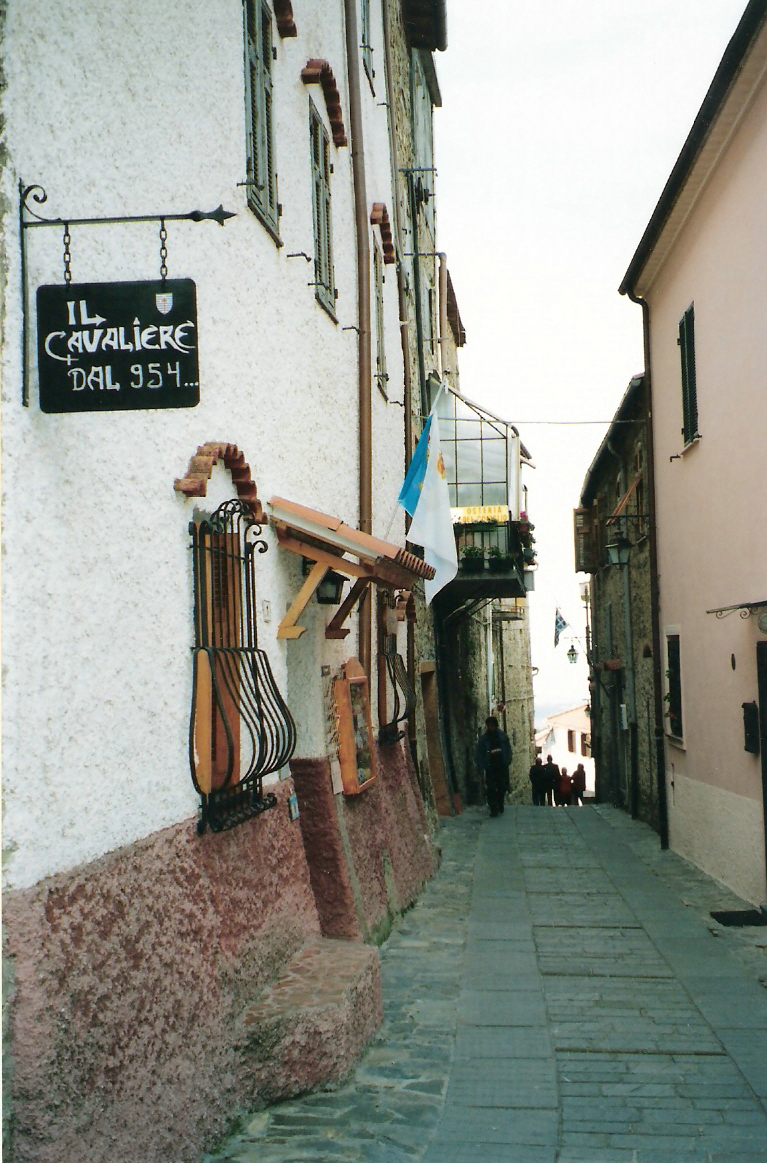
Gasse in Seborga
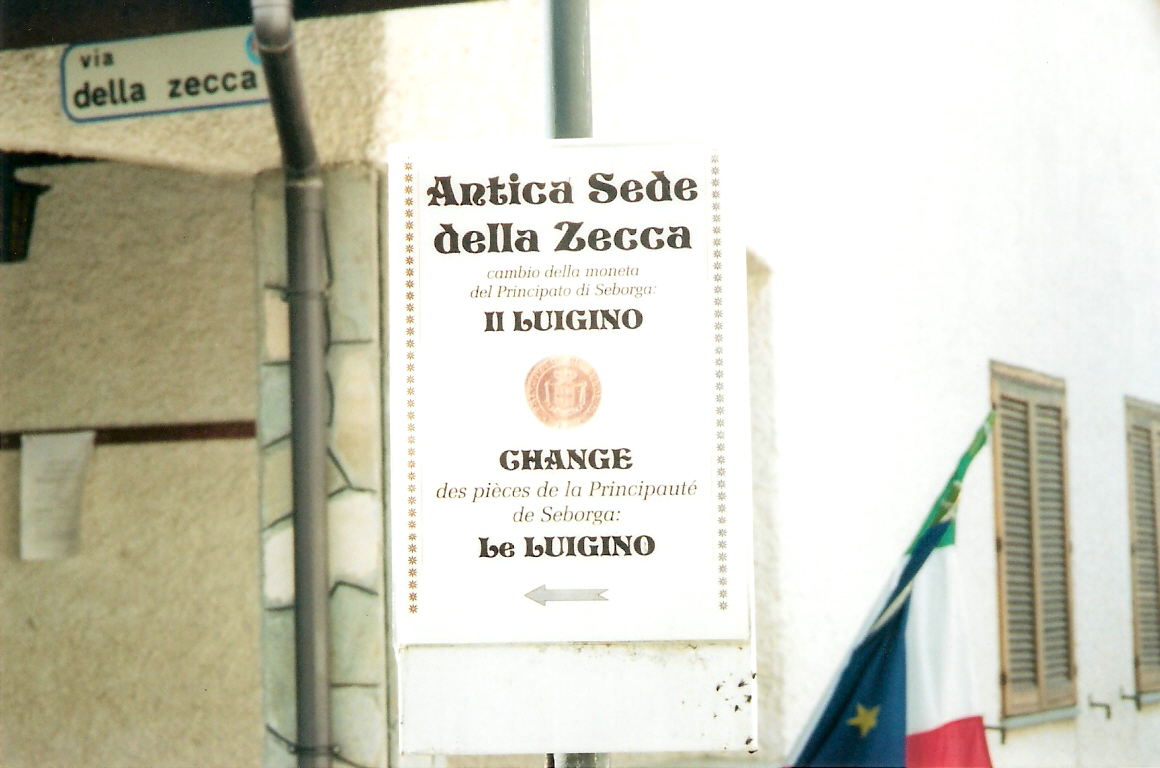
Tausch des Luigino

### Regelmäßige Veranstaltungen
- Festa di San Sebastiano – Fest am 20. Januar
- Festa di Primavera – Fest zu Ostern
- Festa di San Bernardo – Fest am 20. August mit folkloristischem Umzug
- Festa di San Martino – Fest des Ortspatrons am 11. November mit Prozession

## Städtepartnerschaften
- L’Escarène (Frankreich), seit 2003